# Barkerville
Barkerville est une communauté historique de la Colombie-Britannique située dans la région Cariboo. communauté minière aujourd'hui transformée en musée.

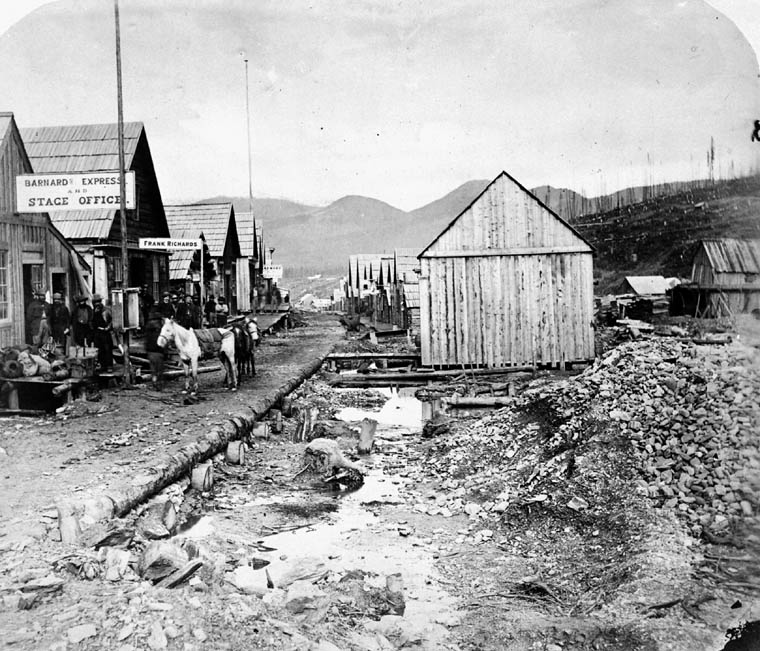
Barkerville, 1865.